# Вильгельми, Август
А́вгуст Вильге́льми (нем. August Wilhelmj; 21 сентября 1845, Узинген, Великое герцогство Гессен, Германский союз — 22 января 1908, Лондон) — немецкий скрипач.

## Биография
Учился скрипке в Лейпцигской консерватории у Фердинанда Давида, затем композиции — во Франкфурте-на-Майне у Иоахима Руфа. В 1865 г. предпринял первое концертное турне (Швейцария и Нидерланды), в дальнейшем успешно гастролировал по Европе, а в 1878—1882 гг. отправился в мировое турне, посетив США, Южную Америку, Азию и Австралию. С 1894 — профессор Гилдхоллской школы музыки, среди учеников Вильгельми, в частности, Нэйан Франко и Ян Гамбург.
Наиболее популярный вклад Вильгельми в академическую музыку обычно не связывают с его именем. Так называемая «Ария на струне соль» Иоганна Себастьяна Баха представляет собой в действительности обработанную Вильгельми вторую часть из баховской Сюиты для оркестра BWV 1068 — переложение для скрипки и фортепиано. Транспонировав арию из ре мажора в до мажор, Вильгельми получил возможность играть её целиком на одной струне.